# Arquidiócesis de Jinan
La arquidiócesis de Jinan o de Tsinan (en latín: Archidioecesis Zinanensis y en chino: 天主教济南总教区) es una circunscripción eclesiástica de la Iglesia católica en China. Se trata de una arquidiócesis latina, sede metropolitana de la provincia eclesiástica de Jinan. Desde el 18 de mayo de 2008 su arzobispo es Giuseppe Zhang Xian Wang, aunque para el Anuario Pontificio está vacante desde el 8 de marzo de 1952. La Asociación Patriótica Católica China la redujo a diócesis de Jinan en fecha no precisada, sin asentimiento de la Santa Sede.

## Territorio y organización
La arquidiócesis tiene 25 000 km² y extiende su jurisdicción sobre los fieles católicos de rito latino residentes en parte de la provincia de Shandong.
La sede de la arquidiócesis se encuentra en la ciudad de Jinan, en donde se halla la Catedral del Sagrado Corazón y la excatedral de la Inmaculada Concepción.
La arquidiócesis tiene como sufragáneas a las diócesis de: Caozhou, Qingdao, Weifang, Yanggu, Yantai, Yanzhou, Yizhou y Zhoucun.
En 1950 en la arquidiócesis no se reportaron parroquias.

## Historia
El vicariato apostólico de Scian-Ton (Shantung) fue erigido el 3 de septiembre de 1839 con el breve Ex pastoralis del papa Gregorio XVI, obteniendo el territorio de la diócesis de Pekín.
El 8 de enero de 1886 cedió una parte de su territorio para la erección del vicariato apostólico de Shantung Meridional (hoy diócesis de Yanzhou) mediante el breve Romani pontifices del papa León XIII, y al mismo tiempo asumió el nombre de vicariato apostólico de Shantung Septentrional.
El 22 de febrero de 1894 cedió otra porción de su territorio para la erección del vicariato apostólico de Shantung Oriental (hoy diócesis de Yantai) mediante el breve In hoc supremo del papa León XIII.
El 3 de diciembre de 1924 cambió su nombre por el de vicariato apostólico de Tsinanfu en virtud del decreto Vicarii et Praefecti de la Congregación de Propaganda Fide.
El 24 de junio de 1927 cedió una porción de su territorio para la erección de la misión sui iuris de Linqing (hoy prefectura apostólica de Linqing).
El 16 de abril de 1929 cedió otra porción de su territorio para la erección de la misión sui iuris de Zhangdian (hoy diócesis de Zhoucun) mediante el breve Ut aucto del papa Pío XI.
El 11 de abril de 1946 el vicariato apostólico fue elevado al rango de arquidiócesis metropolitana con la bula Quotidie Nos del papa Pío XII.
El Partido Comunista de China se impuso en la guerra civil, ocupó Jinan el 24 de septiembre de 1948 y proclamó la República Popular China el 1 de octubre de 1949. El 4 de septiembre de 1951 China comunista expulsó al nuncio apostólico Antonio Riberi y la Santa Sede continuó reconociendo a la República de China en Taiwán como el legítimo gobierno chino. Todos los misioneros extranjeros fueron expulsados de China comunista en 1952, entre ellos el arzobispo Cyrill Rudolph Jarre.
La Asociación Patriótica Católica China fue creada con el apoyo de la Oficina de Asuntos Religiosos de la República Popular de China en 1957, con el objetivo de controlar las actividades de los católicos en China. Su nombre público es Iglesia católica china y es referida como la "Iglesia oficial" en contraposición a la "Iglesia subterránea" o "Iglesia clandestina" leal a la Santa Sede. La Asociación Patriótica Católica China redujo la arquidiócesis a diócesis de Jinan en fecha no precisada, sin asentimiento de la Santa Sede.
En el período de 1966 a 1976 la Revolución Cultural se ensañó especialmente contra la religión, destruyéndose numerosas iglesias y cesaron todas las actividades religiosas en la arquidiócesis. A principios de la década de 1980 la arquidiócesis reanudó sus operaciones.
El 24 de abril de 1988 el sacerdote James Zhao Ziping, fallecido el 18 de mayo de 2008, fue ordenado arzobispo de Jinan. Le sucedió al frente de la arquidiócesis Joseph Zhang Xianwang, exobispo auxiliar de la Iglesia patriótica china.
En 2008 la arquidiócesis contaba con aproximadamente 60 000 católicos, 40 sacerdotes, 11 iglesias, un seminario mayor con aproximadamente 50 seminaristas y un seminario menor.
El 22 de septiembre de 2018 se firmó en Pekín el Acuerdo provisional entre la Santa Sede y la República Popular de China sobre el nombramiento de los obispos. El 22 de octubre de 2020 el acuerdo fue prorrogado por otros dos años y en octubre de 2022 por otros dos años más.
El 20 de abril de 2023 se amplió con porciones de territorio de la suprimida prefectura apostólica de Yiduxian.
Debido a la situación particular de la Iglesia católica en China, la Santa Sede no nombra obispos para las diócesis chinas, que son sedes oficialmente vacantes incluso en presencia de obispos reconocidos por Roma.

## Estadísticas
Según el Anuario Pontificio 2002 la arquidiócesis tenía a fines de 1950 un total de 44 016 fieles bautizados.
| Año                                                                             | Población            | Población | Población      | Sacerdotes | Sacerdotes    | Sacerdotes    | Bautizados por sacerdote | Diáconos permanentes | Religiosos | Religiosos | Parroquias |
| Año                                                                             | Bautizados católicos | Total     | % de católicos | Total      | Clero secular | Clero regular | Bautizados por sacerdote | Diáconos permanentes | Varones    | Mujeres    | Parroquias |
| ------------------------------------------------------------------------------- | -------------------- | --------- | -------------- | ---------- | ------------- | ------------- | ------------------------ | -------------------- | ---------- | ---------- | ---------- |
| 1950                                                                            | 44 016               | 5 000     | 0.9            | 84         | 19            | 65            | 524                      |                      | 79         | 28         |            |
| Fuente: Catholic-Hierarchy, que a su vez toma los datos del Anuario Pontificio. |                      |           |                |            |               |               |                          |                      |            |            |            |

## Episcopologio
- Lodovico Maria Besi † (3 de septiembre de 1839- 9 de julio de 1848 renunció)
- Luigi Moccagatta, O.F.M. † (9 de julio de 1848- 27 de septiembre de 1870 nombrado vicario apostólico de Shansi)
- Eligio Pietro Cosi, O.F.M. † (27 de septiembre de 1870 por sucesión-12 de enero de 1885 falleció)
- Beniamino Geremia, O.F.M. † (12 de enero de 1885 por sucesión-29 de diciembre de 1888 falleció)
- Pietro Paolo de Marchi, O.F.M. † (13 de febrero de 1889- 30 de agosto de 1901 falleció)
- Ephrem Giesen, O.F.M. † (18 de julio de 1902- 6 de agosto de 1919 falleció)
- Adalberto Schmücker, O.F.M. † (2 de agosto de 1920- 8 de agosto de 1927 falleció)
- Cyrill Rudolph Jarre, O.F.M. † (18 de mayo de 1929- 8 de marzo de 1952 falleció)
  - Sede vacante
  - John P'ing Ta-kuam, O.F.M. † (7 de noviembre de 1952- 3 de febrero de 1984) (administrador apostólico)
  - Dong Wen-long † (1 de junio de 1958 consagrado-1963?)
  - Joseph Zong Huai-de † (1963- 27 de junio de 1997 falleció)
  - Giacomo Zhao Ziping † (24 de abril de 1988 consagrado-18 de mayo de 2008 falleció)
  - Giuseppe Zhang Xian Wang, por sucesión el 18 de mayo de 2008